# Malpas (Doubs)
Malpas es una comuna y población de Francia, en la región de Franco Condado, departamento de Doubs, en el distrito y cantón de Pontarlier.
Su población en el censo de 1999 era de 147 habitantes.
Está integrada en la Communauté de communes du Mont-d'Or et des Deux Lacs.
- Datos: Q909357
- Multimedia: Malpas (Doubs) / Q909357

1. ↑  Worldpostalcodes.org, código postal n.º 25160.
2. ↑  INSEE, Datos de población para el año 2012 de Malpas (en francés).